# Giovanni da Verrazzano

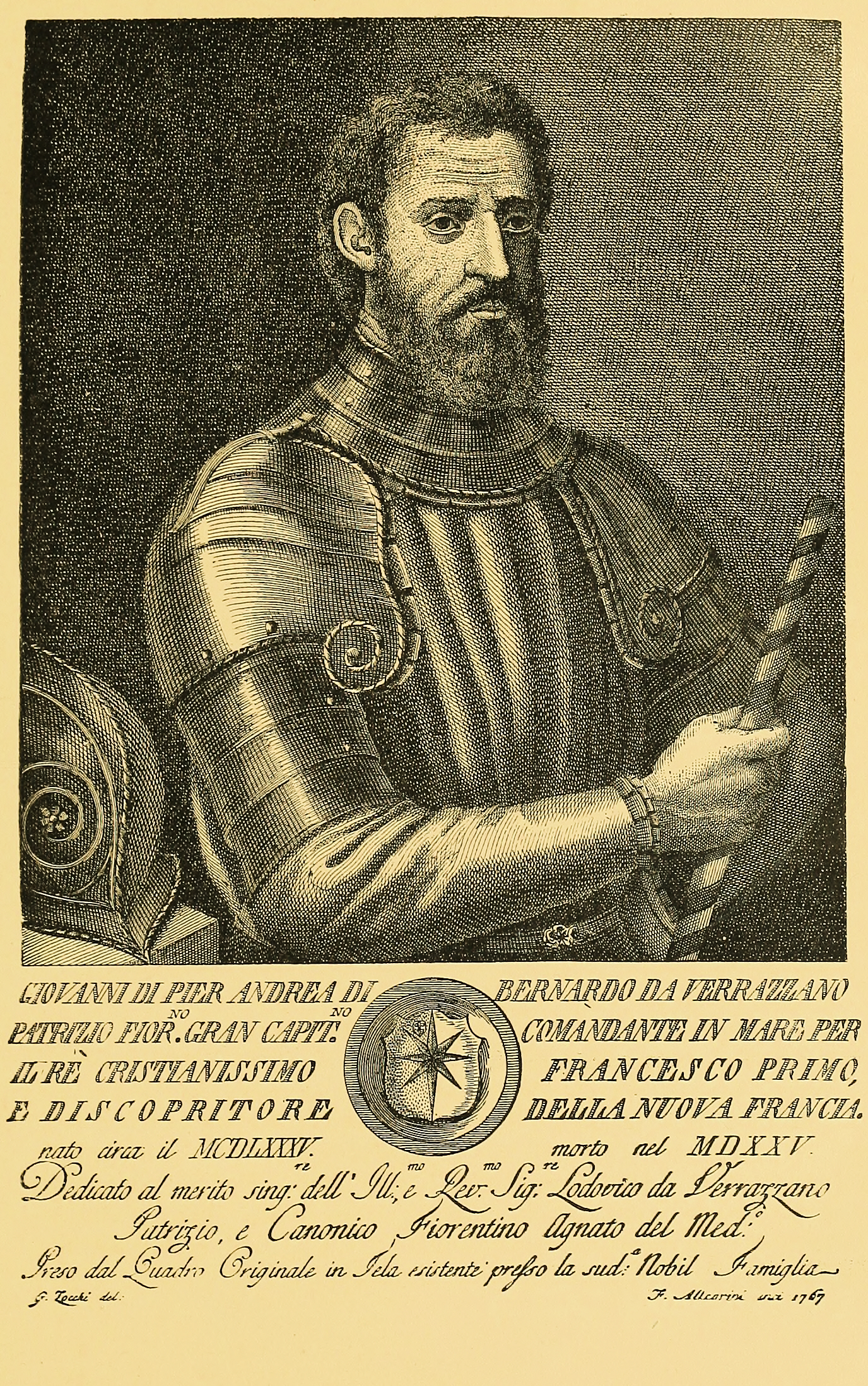
18e-eeuwse portretgravure

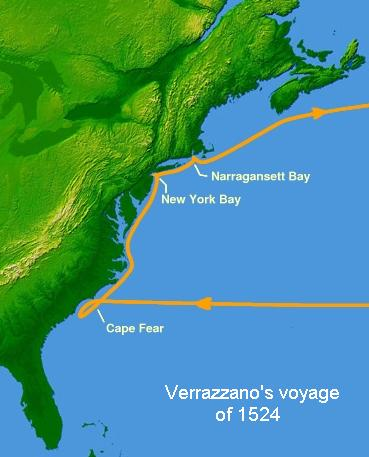
Traject van Verrazzano's reis in 1524

Giovanni da Verrazzano (Greve in Chianti, ca. 1485 – Antillen, ca. 1528) was een Italiaans ontdekkingsreiziger in dienst van Frankrijk.

## Leven
Hij was een Florentijn die gehoor vond bij koning Frans I om een noordelijke route naar India te zoeken. Naar eigen zeggen wilde hij zo Cathay op de Aziatische oostkust bereiken. Financieel werd hij gesteund door Italiaanse kooplieden uit Lyon en voor de navigatie kon hij putten uit de kennis van Jean Ango uit Dieppe. Zijn expeditie voer uit in 1524 en verkende de kusten van Noord-Amerika tussen South Carolina en Newfoundland. Tussen beide, in de monding van de Hudsonrivier, beschreef hij Nouvelle-Angoulême wat later Nieuw-Amsterdam en New York zou worden.
Verrazzano kwam terug met een spectaculair verslag over zijn ontdekkingen. De literaire ontleningen en overdrijvingen maakten 19e-eeuwse historici sceptisch over de waarachtigheid van zijn ontdekkingsreis, maar een archivalische vondst in 1909 bevestigde dat hij ze effectief heeft ondernomen. Hoewel dus niet fictief, blijft de accuraatheid van zijn verslag voer voor debat.
In 1526 ondernam Verrazzano een tweede reis met vier schepen. Blijkbaar had hij het idee van een Noordwestelijke Doorvaart verlaten en probeerde hij naar de Indische Oceaan te varen zonder in de weg van de Portugezen te lopen. Zijn vloot werd uiteengeslagen en hij landde in Brazilië, waar hij brazielhout insloeg. Een ander schip raakte in de Indische Oceaan. Blijkbaar probeerde het Madagaskar te bereiken, maar het werd door de wind naar Sumatra gedreven, waarna het via de Maldiven in Mozambique terechtkwam. De Portugese gouverneur nam de bemanning in bewaring en waarschuwde Lissabon.
Op zijn derde reis in 1528 zou Verrazzano gedood en opgegeten zijn door vijandelijke indianen, waarschijnlijk op Guadeloupe, maar dit kan ook een vals verhaal geweest zijn om het tot slaaf maken van de bevolking te rechtvaardigen. Andere bronnen beweren dat Verrazzano door de Spanjaarden gevangengenomen is en als piraat is opgehangen in Cádiz.
Het belette zijn broer Girolamo da Verrazzano niet het volgende jaar zelf een zeereis naar Brazilië te ondernemen.
Professor Missinne, ontdekker van de Globe da Vinci uit 1504, heeft de inhoud van Verrazzano's reisdagboek kritisch geanalyseerd. Daarbij heeft hij belangrijke, tot nu toe onbekende iconografische aspecten blootgelegd die een nieuw licht werpen op Verrazzano en zijn band met Leonardo da Vinci bewijzen.

## Eerbetoon
Verrazzano kreeg standbeelden in zijn geboortestad (door Romeo Pazzini) en in Battery Park, New York (door Ettore Ximenes, 1909). Naar hem zijn ook een aantal Amerikaanse bruggen vernoemd, waaronder in 1964 de Verrazano-Narrows Bridge in New York.

## Voetnoten
1. ↑  David Abulafia, The Boundless Sea. A Human History of the Oceans, 2019, p. 562-564
2. ↑  Verrazzano e Leonardo: nuove scoperte su viaggi e rapporti al seminario con Stefaan Missinne, Roma, 20 marzo 2024.
3. ↑  Nuove scoperte relative al viaggio di Giovanni da Verrazzano, Roma, 15 marzo 2024.
4. ↑  Stefaan Missinne (2024), Leonardo da Vinci and Verrazzano’s Royal Discovery of New York (1524-2024): Codex Cèllere Reassessed, Cambridge Scholars Publishing, ISBN 978-1-0364-0017-0. 174 pages.